# 昼夜节律

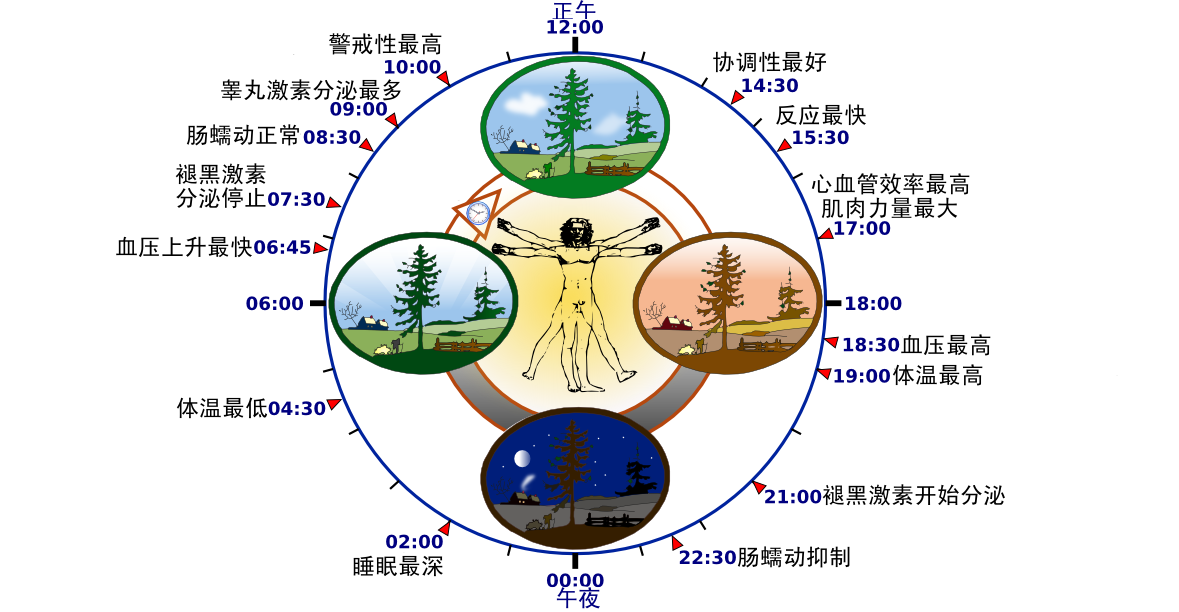
人類晝夜節律（24小時）生物鐘的一些特性

晝夜節律（英語：circadian rhythm）又称日夜節律、近日节律、概日節律、日變節律、生理時鐘（physiological clock），是一種生理現象，以內源性、持續的，呈現以約24小時為周期的變動；由日變時鐘（circadian clock）所驅動。晝夜節律已在動物、植物、真菌和藍菌中被廣泛觀察到，並且有證據表明它們在每個生物界中獨立進化。
英语 circadian 源自拉丁语 circa，為大約、大概的意思；拉丁语 diem 是一天、一日之意。合起來，在字面上的意思，是大約一天。
昼夜振荡器（circadian oscillator）则是驱动昼夜节律的中枢机制，使生物的生理节律与昼夜周期相一致，以近24小时为周期而振荡的节律，由基因产物作用于基因启动子所组成的反馈回路或其他反馈回路。

## 历史
1729 年，法国科学家让-雅克·多尔图·德迈朗在一篇科学论文中首次描述了内源性昼夜节律。他注意到，即使在没有外部刺激的情况下，日本含羞草植物的叶子也会继续以大约 24 小时的模式移动（睡眠运动）。 
1962年，德国人尤金·阿绍夫(Jürgen Aschoff)自己在无光状态下度过了大约一周的时间。研究表明，人类昼夜节律，包括睡眠-觉醒、核心体温和尿液中甾体激素，都被证明周期比24小时更长，接近25小时。 。然而，随后使用各种实验条件的研究表明，虽然每个人的昼夜节律不同，但平均周期为24小时10分钟。 

## 对动物的重要性
昼夜节律存在于动物（包括人类）的睡眠和进食模式中。核心体温、脑电波活动、激素产生、细胞再生和其他生物活动也有明显的模式。此外，光週期現象，即生物体对白天或夜晚长度的生理反应，对植物和动物都至关重要，昼夜节律系统在测量和解释日长方面发挥着作用。及时预测季节性的天气状况、食物供应或捕食者活动对许多物种的生存至关重要。虽然不是唯一的参数，但光周期（日长）的变化长度是预测生理和行为季节性时间的最有预测性的环境线索，最显著的是迁徙、冬眠和繁殖的时间。

## 社会与文化
2017年，来自美国的三位遗传学家杰弗理·霍尔（Jeffrey Hall）、迈克尔·罗斯巴希（Michael Rosbash）和迈克尔·扬（Michael Young）因“发现控制昼夜节律的分子机制”而共同赢得诺贝尔生理学或医学奖。
昼夜节律被视为科学知识转移到公共领域的一个例子。

## 延伸閱讀
- Aschoff, J. (ed.) (1965) Circadian Clocks. North Holland Press, Amsterdam
- Avivi, A.; Albrecht, U.; Oster, H.; Joel, A.; Beiles, A.; Nevo, E. . Proceedings of the National Academy of Sciences of the United States of America. November 2001, 98 (24): 13751–6. Bibcode:2001PNAS...9813751A. PMC 61113 . PMID 11707566. doi:10.1073/pnas.181484498.
- Avivi, A.; Oster, H.; Joel, A.; Beiles, A.; Albrecht, U.; Nevo, E. . Proceedings of the National Academy of Sciences of the United States of America. September 2002, 99 (18): 11718–23. Bibcode:2002PNAS...9911718A. PMC 129335 . PMID 12193657. doi:10.1073/pnas.182423299.
- Li D, Ma S, Guo D,  et al. . Cell Mol Neurobiol. February 2016. PMID 26886755. doi:10.1007/s10571-015-0295-2.
- Ditty, J.L.; Williams, S.B.; Golden, S.S. . Annual Review of Genetics. 2003, 37: 513–43. PMID 14616072. doi:10.1146/annurev.genet.37.110801.142716.
- Dunlap, J.C.; Loros, J.; DeCoursey, P.J. (2003) Chronobiology: Biological Timekeeping. Sinauer, Sunderland
- Dvornyk, V.; Vinogradova, O.; Nevo, E. . Proceedings of the National Academy of Sciences of the United States of America. March 2003, 100 (5): 2495–500. Bibcode:2003PNAS..100.2495D. PMC 151369 . PMID 12604787. doi:10.1073/pnas.0130099100.
- Koukkari, W.L.; Sothern, R.B. (2006) Introducing Biological Rhythms. Springer, New York
- Martino, T.; Arab, S.; Straume, M.; Belsham, Denise D.;  et al. . Journal of Molecular Medicine. April 2004, 82 (4): 256–64. PMID 14985853. doi:10.1007/s00109-003-0520-1.
- Refinetti, R. (2006) Circadian Physiology, 2nd ed. CRC Press, Boca Raton
- Takahashi, J.S.; Zatz, M. . Science. September 1982, 217 (4565): 1104–11. Bibcode:1982Sci...217.1104T. PMID 6287576. doi:10.1126/science.6287576.
- Tomita, J.; Nakajima, M.; Kondo, T.; Iwasaki, H. . Science. January 2005, 307 (5707): 251–4. Bibcode:2005Sci...307..251T. PMID 15550625. doi:10.1126/science.1102540.
- Moore-Ede, Martin C.; Sulzman, Frank M.; Fuller, Charles A. . Cambridge, Massachusetts: Harvard University Press. 1982. ISBN 0-674-13581-4.

## 外部連接
- 中的“昼夜节律”